# جنوب سوریه

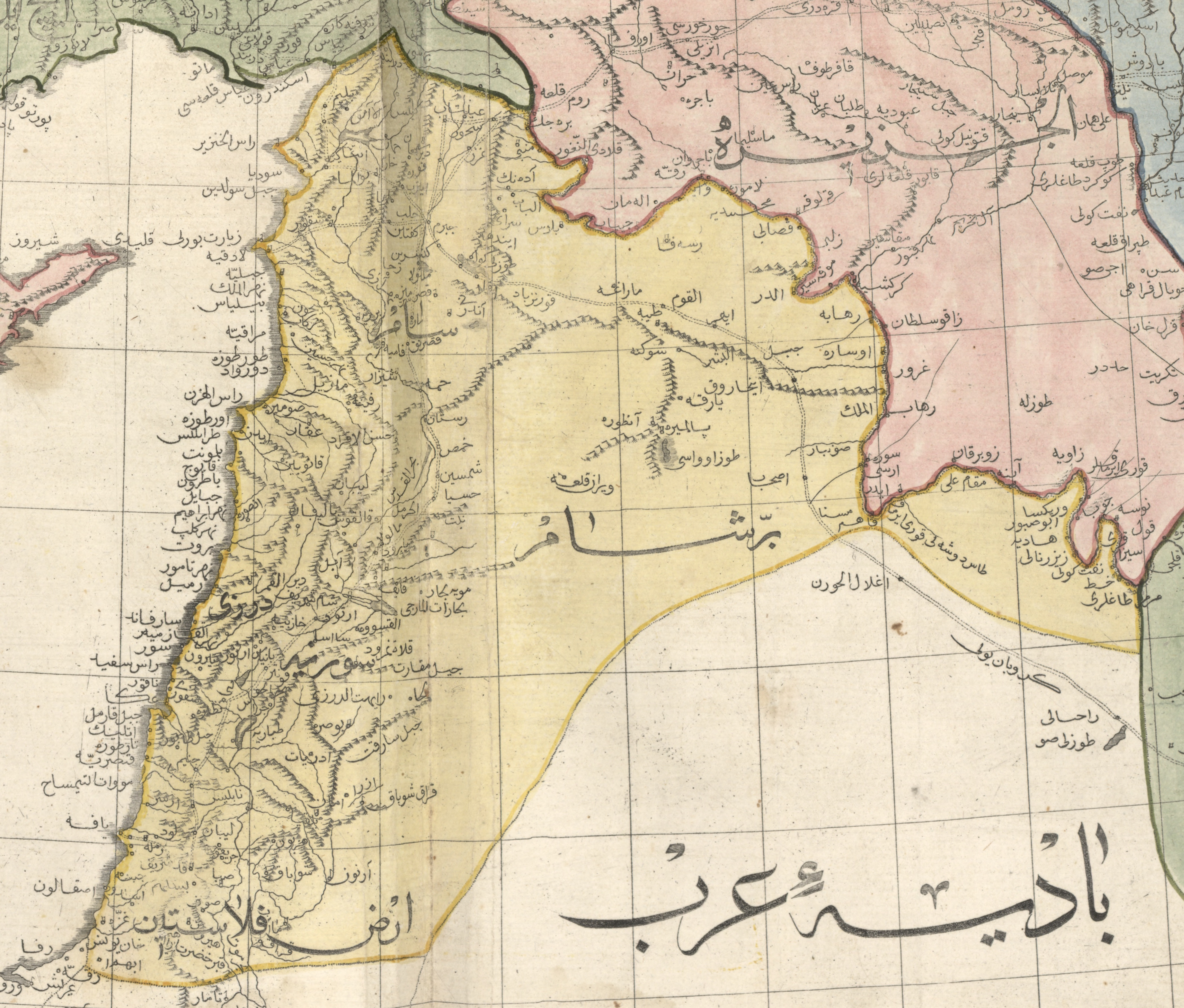
سوریه در اطلس سدید عثمانی در سال ۱۸۰۳؛ ناحیه زرد، مربوط به شام؛ متن پررنگ با اندازه متوسط به ترتیب در وسط و پایین سمت چپ، «برِّ شام» (خشکی شام) و «ارض فلاستان» (سرزمین فلسطین) را نشان می‌دهد.

جنوب سوریه (عربی: سوریا الجنوبیة‎) اصطلاحی جغرافیایی است که به بخش جنوبی جمهوری عربی امروزی سوریه یا ولایت سوریه در دوره عثمانی اشاره دارد.
این اصطلاح در زبان عربی عمدتاً از سال ۱۹۱۹ تا پایان جنگ فرانسه و سوریه در ژوئیه ۱۹۲۰ که طی آن پادشاهی عربی سوریه وجود داشت، استفاده شد.
زاخاری فاستر، در پایان‌نامه دکترای خود در دانشگاه پرینستون، نوشته است که در دهه‌های قبل از جنگ جهانی اول، اصطلاح «سوریه جنوبی» کمترین کاربرد را در بین ده روش مختلف برای توصیف منطقه فلسطین به زبان عربی داشت و اشاره کرد که این واژه آنقدر نادر بود که «نزدیک به یک دهه طول کشید تا تعداد انگشت‌شماری از منابع را پیدا کنم».